# Doyle (Schiff)
Die USS Doyle (FFG-39) ist eine Fregatte der United States Navy. Sie gehört der Oliver-Hazard-Perry-Klasse an.

## Geschichte
Der Bau der Doyle begann 1981 bei Bath Iron Works, der Stapellauf fand im Mai 1982 statt, die Indienststellung ein Jahr später. Benannt wurde das Schiff nach Vizeadmiral James Henry Doyle.
Die Doyle machte bis 2006 vier Fahrten ins Mittelmeer, zwei in den Persischen Golf und eine als Teil der Standing Naval Forces Atlantic
1996 kreuzte die Doyle im Persischen Golf. Dabei durchsuchte sie im Rahmen des UN-Embargos Frachtschiffe auf verbotene Fracht. Später war das Schiff an der Operation Desert Strike beteiligt.
Bekannt für die Jahre 1998 und 1999 ist die Teilnahme an mehreren Übungen, namentlich Fleet Weeks ’98 und ’99 und UNITAS 39-98 mit neun Marinen südamerikanischer Staaten.
2000 fing die Doyle vor Ecuador die Rebelde ab, ein Schiff, auf dem bei einer Durchsuchung sechs Tonnen Kokain gefunden wurden. Zwei Jahre später nahm die Doyle wiederum an UNITAS teil, diesmal an der Seite des Kreuzers Yorktown.

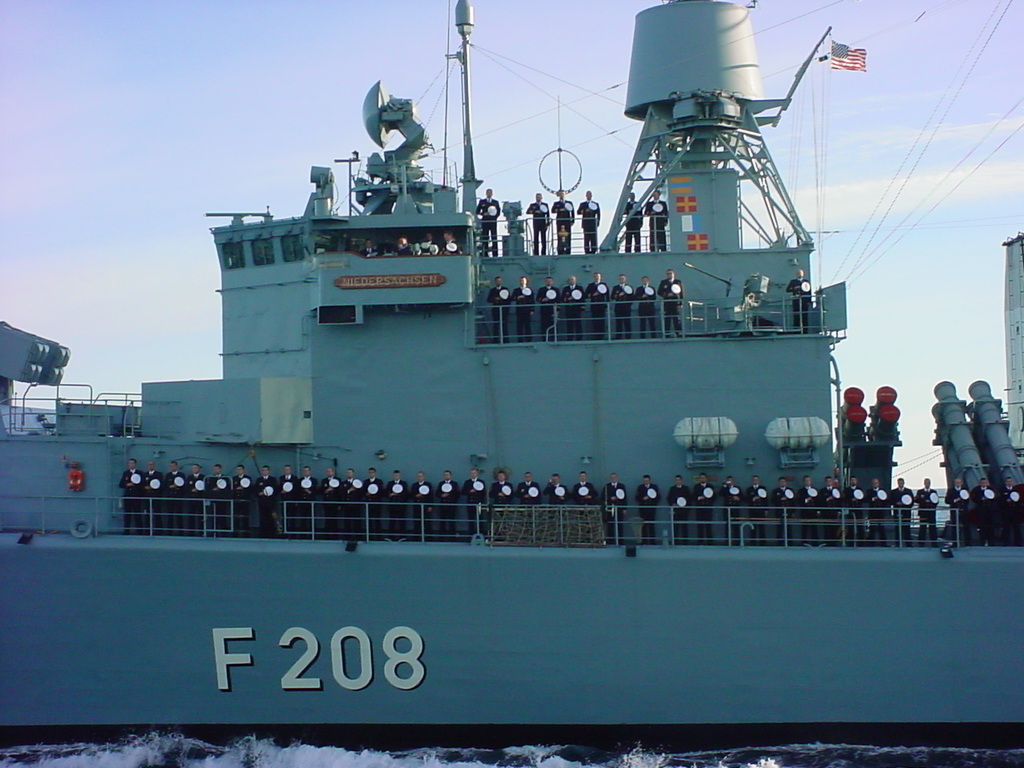
Bild der Niedersachsen vom 11. September 2003

Am 11. September 2003, zwei Jahre nach den Terroranschlägen am 11. September 2001 in den USA, um 8.00 Uhr Zonenzeit, empfing die Doyle eine Nachfrage um Genehmigung einer engen Vorbeifahrt der deutschen Fregatte Niedersachsen. Dabei bemannte die Crew der Niedersachsen die Reling und erwies den Vereinigten Staaten so die Ehre.
2002 wurde die Doyle der aktiven Reserveflotte zugeteilt. In dieser dient neben der stark reduzierten aktiven Crew vor allem Reservepersonal auf der Fregatte. 2009 wurde sie in Übungen mit der peruanischen, kolumbianischen, uruguayischen und niederländischen Marine eingesetzt.
Am 29. Juli 2011 wurde die Doyle außer Dienst gestellt. Vorgesehen ist, das Schiff an eine verbündete Marine zu verkaufen.